# Edith Keller-Herrmann
Edith Keller-Herrmann (ur. 17 listopada 1921 w Dreźnie, zm. 12 maja 2010 w Ingolstadt) – niemiecka szachistka, arcymistrzyni od 1977 roku.

## Kariera szachowa
W latach 50. XX wieku klasyfikowana była w pierwszej szóstce na świecie. Na przełomie 1949 i 1950 roku wzięła udział w Moskwie w turnieju o tytuł mistrzyni świata, zajmując V miejsce. W kolejnych trzech cyklach eliminacyjnych startowała w turniejach pretendentek, w każdym osiągając bardzo dobre rezultaty: 1952 (Moskwa) – V m., 1955 (Moskwa) – III m. i 1959 (Płowdiw) – V m..
Pierwszy tytuł mistrzyni Niemiec zdobyła w roku 1942. Po podziale kraju (po zakończeniu II wojny światowej) jeszcze czterokrotnie triumfowała w mistrzostwach RFN (1947, 1951, 1952, 1953) oraz pięciokrotnie – w mistrzostwach NRD (1950, 1952, 1956, 1957, 1960). Pomiędzy 1957 a 1969 rokiem czterokrotnie reprezentowała NRD na szachowych olimpiadach (w tym 3 razy na I szachownicy), zdobywając 5 medali: 3 brązowe wraz z drużyną (1957, 1963, 1966) oraz indywidualnie srebrny (1957) i brązowy (1963) – oba na I szachownicy.
Była pierwszą kobietą (po śmierci Very Menchik), która wzięła udział w turnieju wspólnie z mężczyznami. W 1951 r. wystąpiła w Dortmundzie, w którym podzieliła XI-XII m., m.in. remisując z Jefimem Bogolubowem oraz zwyciężając Nicolasa Rossolimo i Stojana Puca.
Spośród startów w turniejach międzynarodowych sukcesy odniosła m.in. w Tbilisi (1960, IV m.), Budapeszcie (1966, IV-V m.), Braszowie (1967, III-IV m.) oraz Sinaii (1969, III m.).
W 1977 r. Międzynarodowa Federacja Szachowa przyznała jej honorowy tytuł arcymistrzyni za wyniki osiągnięte w przeszłości.